# Shëngjin
Shëngjin (italsky San Giovanni di Medua) je významný přístav a turistický resort v Albánii, na břehu Drinského zálivu Jaderského moře. Nachází se v blízkosti města Lezhë, jehož je od roku 2015 administrativně součástí. V roce 2011 zde žilo přes 8000 obyvatel.

## Název
Na římských mapách bylo zaznamenáváno pod názvem Nimphaeum. Současný albánský název vznikl spojením slov Shën (svatý) a Gjin (zastarale Gjon, s výslovností Džon), což je mezi albánským katolickým obyvatelstvem (na severu země) podoba křestního jména Jan.
Italská varianta názvu, je poprvé doložena v roce 1313. Turecký název přístavu zněl Şingin. Srbský, resp. chorvatský název pro město vychází z překladu italského a zní Sveti Jovan Medovski/Свети Јован Медовски, případně se používá fonetický přepis Šenđin/Шенђин.

## Poloha
Shëngjin se nachází 7 km západně od města Lezhë, 31 km jihovýchodně od města Ulcinj, 31 km jižně od Skadaru a 60 km severně od Tirany.
Město se rozkládá mezi mořským pobřežím a pohořím Mali Shëngjinit. Pobřeží tvoří na severní i jižní straně rozsáhlé pláže.

## Historie
Podle tradice na území dnešního města přistál Julius Caesar během války proti Pompejím.[zdroj?] Přístav existoval jako místo obchodu na jaderském pobřeží i během středověku, spolu s řadou dalších albánských měst i nedalekým Skadarem.
Po příchodu Turků na Balkán vliv přístavu poklesl, prosperovala naopak jiná města v jeho blízkosti (např. Skadar nebo Ulcinj). O přístav nicméně Turci svedli několik bitev s Benátskou republikou.

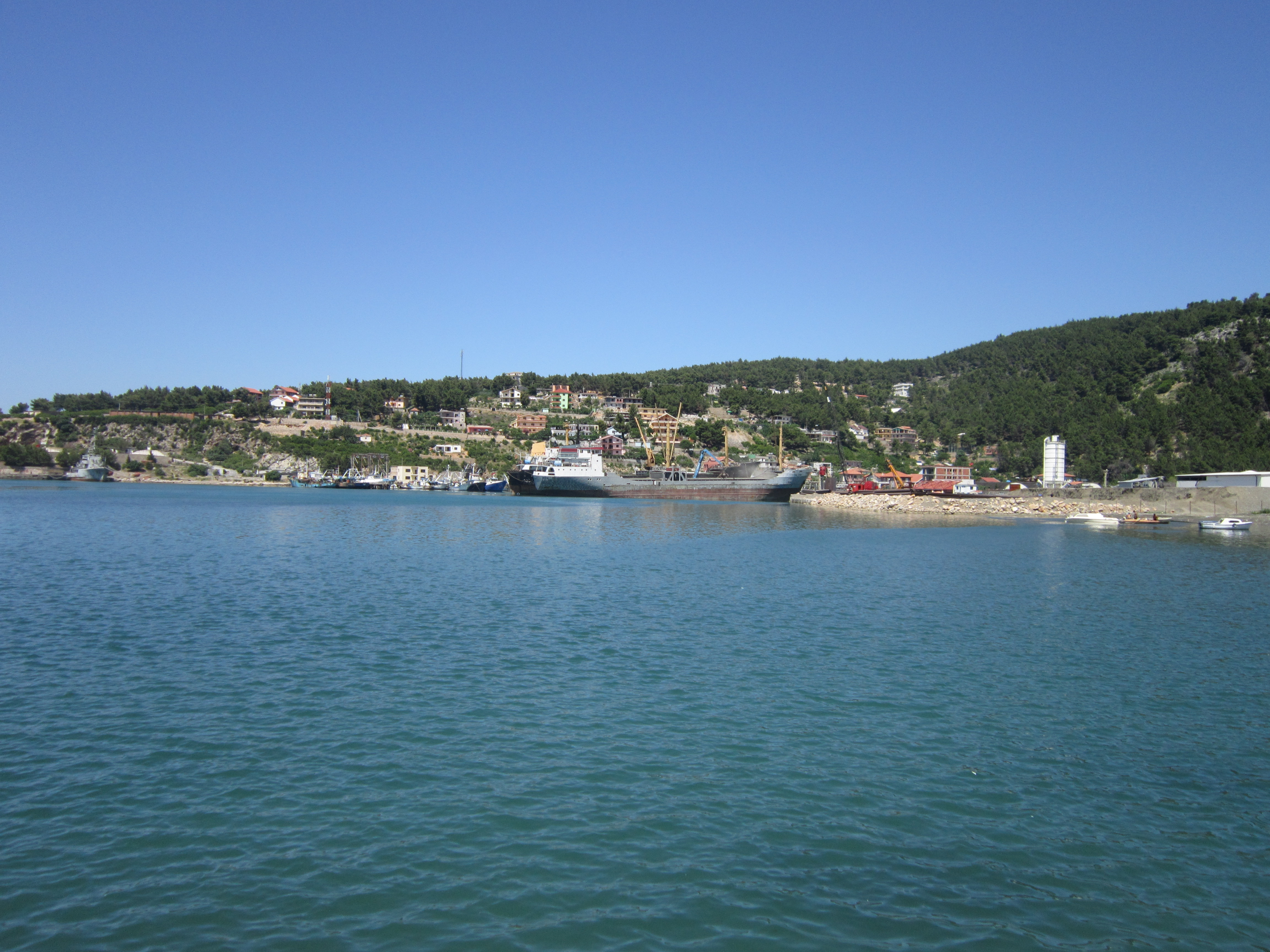
Shëngjinský přístav.

V 19. století se zde nacházel konzulát Rakousko-Uherska. V této době se jednalo o velmi malé sídlo s omezenou dopravní dostupností a jen několika nízkými budovami, jedním zájezdním hostincem a budovou kasáren turecké armády. Dle svědectví tehdejších cestovatelů trvala cesta ze Shëngjinu do nedalekého Skadaru, centra severní Albánie, až osm hodin, a to vzhledem ke chybějící přímé silniční komunikaci.
Historický význam města spočívá také v tom, že zde byla zamýšlena konečná stanice tzv. dunajsko-jadranské železnice. Její výstavbu prosazovala srbská vládam a podporovala ji i vláda ruská. Na Shëngjin si navíc kladly nároky Černá Hora i Srbsko během balkánských válek, nicméně ani jedné z obou zemí se nakonec nepodařilo Shëngjin ke svému státu připojit. V roce 1913 evropské mocnosti rozhodly, že přístav zůstane Albánii. Po nějakou dobu jej drželo černohorské vojsko.V roce 1915 jej nicméně během stažení srbského vojska na Korfu obsadila armáda srbská, než ji vystřídala rakousko-uherská okupace v roce 1916. Rakušané zde již v závěru prvního roku konfliktu potopili několik britských lodí, čímž získali klíčový vliv v oblasti. V roce 1918 Rakušany vystřídali Italové, italská okupace trvala až do upevnění nových hranic. V roce 1921 byl Shëngjin velmi krátce obsazen jugoslávským vojskem.
Po roce 1912 a především po první světové válce mělo být město přejmenováno na počest Woodrowa Wilsona, amerického prezidenta.[zdroj?] Po první světové válce byl přístav přirozeným cílem pro vzájemný obchod s Jugoslávií, ačkoliv vzájemné vztahy byly spíše chladné.
Během italské invaze do Albánie se v Shëngjinu vylodila italská vojska. Odtud byla provedena okupace severní části země. 28 z celkového počtu 179 jednotek se vylodilo právě zde. Po skončení války zůstala v přístavu stát pouze budova bývalé celnice.
V současné době se Shëngjin rozvíjí především jako turistická destinace a přímořské letovisko, především díky písčitým plážím, které jej ze všech stran obklopují. Rozvíjen je rovněž i rybolov.
V 21. století bylo rovněž investováno do místního přístavu. Ten postihla v roce 2006 havárie, při které vyhořelo několik nádrží na palivo. Do přilehlé laguny teklo několik tisíc litrů ropy a ohrožovalo flóru a faunu i pláže, které jsou důležité pro cestovní ruch. V příštím létě však již žádné další škody nebyly přímo vidět. Přístav v roce 2009 odbavil zboží v celkové hmotnosti 369 000 tun.
Modernizací na počátku 21. století se Shëngjin stal po Drači a Vloře třetím nejvýznamnějším v zemi.[zdroj?] Rozhodnutím albánské vlády z roku 2009 bylo umožněno Kosovu využívat přístav pro komerční účely.
Správní reformou v roce 2015 bylo město administrativně připojeno k Lezhë.

## Přírodní zajímavosti
Severním směrem od města se rozkládá pohoří Mali Shëngjinit, jehož západní svah přechází v mořský břeh s početnými plážemi. Severně od města se nacházejí atraktivní písečné duny (Rëra e Hedhur, v překladu doslova naházený/navátý písek), jižně od Shëngjinu se rozkládá delta řeky Drin, která byla během existence socialistické Albánie oblíbeným místem pro lov, dnes je přírodní rezervací.

## Doprava

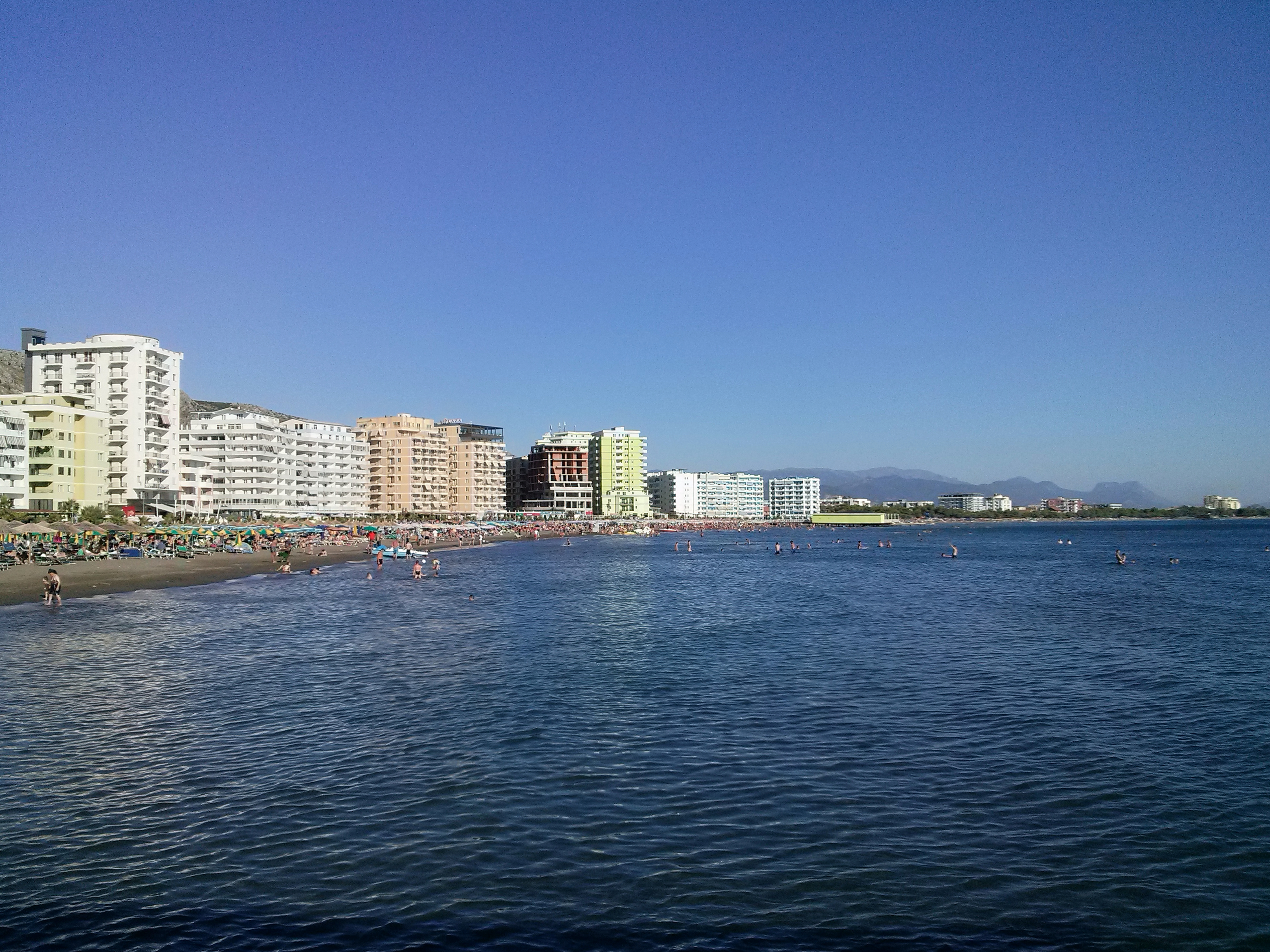
Hotely na pobřeží moře.

Město má vlastní rozvinutý přístav. Napojené je pouze na albánskou silniční síť, a to prostřednictvím cesty z nedalekého města Lezhë. Železniční spojení do Shëngjinu neexistuje.
Meziměstskou dopravu zajišťují autobusy.